# Danh sách bộ gen lạp thể đã giải trình tự

Bản đồ gen plastome mang 156 kb loài Nicotiana tabacum (thuốc lá).

Bản đồ bộ gen lạp thể 154 kb của một loài thực vật có hoa mô hình (Arabidopsis thaliana: Brassicaceae)

Bản đồ plastome 27 kb bị thoái hóa mạnh của thực vật ký sinh Hydnora visseri.

Bộ gen lạp thể, hệ gen lạp thể hay plastome là bộ gen của lạp thể, nhóm bào quan hiện diện trong thực vật và đa dạng chủng loại nguyên sinh vật. Số lượng trình tự bộ gen lạp thể được giải mã tăng nhanh từ thập kỷ đầu tiên của thế kỷ 21. Ví dụ, có 25 bộ gen lục lạp đã được giải trình tự trong một nghiên cứu về phát sinh chủng loại phân tử.
Thực vật có hoa đặc biệt xuất hiện nhiều ở những bộ gen lục lạp được giải mã. Tháng 1 năm 2017, tất cả những bộ của chúng đều đã giải mã plastome, chỉ trừ Commelinales (Bộ Thài lài), Picramniales, Huerteales, Escalloniales (Bộ Gạc nai), Bruniales, và Paracryphiales.
Một bộ sưu tập dữ liệu tất cả bộ gen lạp thể đã giải mã hoàn chỉnh đang được NCBI duy trì trong một kho tư liệu công cộng.

## Thực vật

### Rêu (theo nghĩa rộng)
| Loài                    | Thứ | Cặp base | Gen | Chú thích   | Ghi chú                                      |
| ----------------------- | --- | -------- | --- | ----------- | -------------------------------------------- |
| Aneura mirabilis        |     | 108.007  |     | [ 3 ] [ 4 ] | rêu tản ký sinh; plastome chứa nhiều gen giả |
| Anthoceros formosae     |     | 161.162  | 122 | [ 5 ]       | rêu sừng; plastome bị RNA chỉnh sửa mạnh     |
| Marchantia polymorpha   |     | 121.024  |     | [ 6 ]       | rêu tản                                      |
| Nothoceros aenigmaticus |     | 153.208  | 124 | [ 7 ]       | rêu sừng                                     |
| Pellia endiviifolia     |     | 120.546  | 123 | [ 8 ]       | rêu tản                                      |
| Physcomitrella patens   |     | 122.890  | 118 | [ 9 ]       | rêu                                          |
| Ptilidium pulcherrimum  |     | 119.007  | 122 | [ 10 ]      | rêu tản                                      |
| Tortula ruralis         |     | 122.630  |     | [ 11 ]      | rêu                                          |

### Dương xỉ và Thạch tùng
| Loài                      | Thứ | Cặp base | Gen | Chú thích | Họ              | Ghi chú |
| ------------------------- | --- | -------- | --- | --------- | --------------- | ------- |
| Adiantum capillus-veneris |     | 150.568  |     | [ 12 ]    | Pteridaceae     |         |
| Alsophila spinulosa       |     | 156.661  | 117 | [ 13 ]    | Cyatheaceae     |         |
| Angiopteris evecta        |     | 153.901  |     | [ 14 ]    | Marattiaceae    |         |
| Equisetum arvense         |     | 133.309  |     |           | Equisetaceae    |         |
| Huperzia lucidula         |     | 154.373  |     | [ 15 ]    | Lycopodiaceae   |         |
| Isoetes flaccida          |     | 145.303  |     |           | Isoetaceae      |         |
| Psilotum nudum            |     | 138.829  | 117 | [ 16 ]    | Psilotaceae     |         |
| Selaginella uncinata      |     | 138.829  |     | [ 17 ]    | Selaginellaceae |         |

| Loài                       | Thứ | Cặp base | Gen | Chú thích | Họ              | Ghi chú |
| -------------------------- | --- | -------- | --- | --------- | --------------- | ------- |
| Equisetum hyemale          |     |          |     |           | Equisetaceae    |         |
| Lygodium japonicum         |     |          |     |           | Lygodiaceae     |         |
| Marsilea crenata           |     |          |     |           | Marsileaceae    |         |
| Ophioglossum californicum  |     |          |     |           | Ophioglossaceae |         |
| Selaginella moellendorffii |     |          |     |           | Selaginellaceae |         |

### Thực vật hạt trần
| Loài                    | Thứ | Cặp base | Gen | Chú thích | Họ              | Ghi chú |
| ----------------------- | --- | -------- | --- | --------- | --------------- | ------- |
| Cryptomeria japonica    |     | 131.810  | 114 | [ 18 ]    | Cupressaceae    |         |
| Cycas micronesica       |     |          |     | [ 19 ]    | Cycadaceae      |         |
| Cycas taitungensis      |     | 163.403  | 133 | [ 20 ]    | Cycadaceae      |         |
| Ephedra equisetina      |     |          |     |           | Ephedraceae     |         |
| Ginkgo biloba           |     | 156.945  | 134 | [ 21 ]    | Ginkgoaceae     |         |
| Gnetum parvifolium      |     |          |     |           | Gnetaceae       |         |
| Pinus koraiensis        |     | 116.866  |     |           | Pinaceae        |         |
| Pinus thunbergii        |     | 119.707  |     | [ 22 ]    | Pinaceae        |         |
| Podocarpus macrophyllus |     |          |     |           | Podocarpaceae   |         |
| Welwitschia mirabilis   |     | 119.726  | 101 | [ 23 ]    | Welwitschiaceae |         |

### Thực vật có hoa
Bảng phân loại dưới đây dự kiến sẽ sưu tập những bộ gen lạp thể hoàn chỉnh đại diện cho một phạm vi rộng nhất về kích cỡ, số lượng gen và các họ thực vật có hoa.
| Loài                                               | Cỡ (cặp base) | Gen | Chú thích            | Năm  | Họ                             | Ghi chú                                  |
| -------------------------------------------------- | ------------- | --- | -------------------- | ---- | ------------------------------ | ---------------------------------------- |
| Acorus americanus                                  | 153.819       |     | [ 19 ]               | 2007 | Acoraceae                      |                                          |
| Agrostis stolonifera                               | 135.584       | 110 | [ 24 ]               | 2010 | Poaceae                        |                                          |
| Alniphyllum eberhardtii                            | 155.384       | 113 | [ 25 ]               | 2017 | Styracaceae                    |                                          |
| Alstroemeria aurea                                 | 155.510       | 112 | [ 26 ]               | 2013 | Alstroemeriaceae               |                                          |
| Amborella trichopoda                               | 162.686       |     | [ 27 ]               | 2003 | Amborellaceae                  |                                          |
| Anethum graveolens                                 | 153.356       |     | [ 19 ]               | 2007 | Apiaceae                       |                                          |
| Arabidopsis thaliana                               | 154.478       |     | [ 28 ]               | 1999 | Brassicaceae                   |                                          |
| Atropa belladonna                                  | 156.687       |     | [ 29 ]               | 2002 | Solanaceae                     |                                          |
| Brachypodium distachyon                            | 135.199       | 110 | [ 24 ]               | 2010 | Poaceae                        |                                          |
| Buxus microphylla                                  | 159.010       | 113 | [ 30 ]               | 2007 | Buxaceae                       |                                          |
| Calycanthus floridus var. glaucus                  | 153.337       | 115 | [ 31 ]               | 2003 | Calycanthaceae                 |                                          |
| Carpinus tientaiensis                              | 160.104       | 114 | [ 32 ]               | 2017 | Betulaceae                     |                                          |
| Chloranthus spicatus                               | 157.772       | 113 | [ 30 ]               | 2007 | Chloranthaceae                 |                                          |
| Citrus sinensis var. 'Ridge Pineapple'             | 155.189       |     | [ 33 ]               | 2006 | Rutaceae                       |                                          |
| Cocos nucifera                                     | 154.731       | 130 | [ 34 ]               | 2013 | Arecaceae                      |                                          |
| Coffea arabica                                     | 155.189       |     | [ 35 ]               | 2007 | Rubiaceae                      |                                          |
| Coix lacryma-jobi                                  | 140.745       |     | [ 36 ]               | 2009 | Poaceae                        |                                          |
| Conopholis americana                               | 45.673        | 42  | [ 37 ]               | 2013 | Orobanchaceae                  | Thực vật ký sinh không quang hợp         |
| Cucumis sativus                                    | 155.293       |     | [ 38 ]               | 2007 | Cucurbitaceae                  |                                          |
| Cuscuta exaltata                                   | 125.373       |     | [ 39 ]               | 2007 | Convolvulaceae                 |                                          |
| Cuscuta gronovii                                   | 86.744        | 86  | [ 40 ]               | 2007 | Convolvulaceae                 |                                          |
| Cuscuta reflexa                                    | 121.521       | 98  | [ 40 ]               | 2007 | Convolvulaceae                 |                                          |
| Cypripedium formosanum                             | 178.131       |     | [ 41 ]               | 2015 | Orchidaceae                    |                                          |
| Cytinus hypocistis                                 | 19.400        | 23  | [ 42 ]               | 2016 | Cytinaceae                     | Thực vật toàn ký sinh                    |
| Daucus carota                                      | 155.911       |     | [ 43 ]               | 2006 | Apiaceae                       |                                          |
| Dioscores elephantipes                             | 152.609       | 112 | [ 30 ]               | 2007 | Dioscoreaceae                  |                                          |
| Drimys granadensis                                 | 160.604       | 113 | [ 44 ]               | 2006 | Winteraceae                    |                                          |
| Epifagus virginiana                                | 70.028        | 42  | [ 45 ]               | 1992 | Orobanchaceae                  |                                          |
| Epipogium aphyllum                                 | 30.650        | 27  | [ 46 ]               | 2015 | Orchidaceae                    | Thực vật dị dưỡng phụ thuộc nấm          |
| Epipogium roseum                                   | 19.047        | 29  | [ 46 ]               | 2015 | Orchidaceae                    | Thực vật dị dưỡng phụ thuộc nấm          |
| Erodium carvifolium                                | 116.935       | 107 | [ 47 ]               | 2016 | Geraniaceae                    |                                          |
| Erodium chrysanthum                                | 168.946       | 96  | [ 47 ]               | 2016 | Geraniaceae                    |                                          |
| Erodium texanum                                    | 130.812       | 106 | [ 48 ]               | 2011 | Geraniaceae                    |                                          |
| Eucalyptus globulus subsp. globulus                | 160.286       |     | [ 49 ]               | 2005 | Myrtaceae                      |                                          |
| Fagopyrum esculentum ssp. ancestrale               | 159.599       |     | [ 50 ]               | 2008 | Polygonaceae                   |                                          |
| Geranium palmatum                                  | 155.794       | 105 | [ 48 ]               | 2011 | Geraniaceae                    |                                          |
| Glycine max                                        | 152.218       |     | [ 51 ]               | 2005 | Fabaceae                       |                                          |
| Gossypium barbadense                               | 160.317       | 114 | [ 52 ]               | 2006 | Malvaceae                      |                                          |
| Gossypium hirsutum                                 | 160.301       |     | [ 53 ]               | 2006 | Malvaceae                      |                                          |
| Helianthus annuus                                  | 151.104       |     | [ 54 ]               | 2007 | Asteraceae                     |                                          |
| Hordeum vulgare subsp. vulgare                     | 136.482       | 110 | [ 24 ]               | 2010 | Poaceae                        |                                          |
| Hydnora visseri                                    | 27.233        | 24  | [ 55 ]               | 2016 | Aristolochiaceae               | Thực vật toàn ký sinh không quang hợp    |
| Illicium oligandrum                                | 148.552       | 113 | [ 30 ]               | 2007 | Schisandraceae (sensu APG III) |                                          |
| Ipomoea purpurea                                   | 162.046       |     | [ 39 ]               | 2007 | Convolvulaceae                 |                                          |
| Jasminum nudiflorum                                | 165.121       |     | [ 56 ]               | 2007 | Oleaceae                       |                                          |
| Juglans regia                                      | 160.367       | 129 | [ 57 ]               | 2017 | Juglandaceae                   |                                          |
| Lactuca sativa                                     | 152.765       |     | [ 54 ]               | 2007 | Asteraceae                     |                                          |
| Lemna minor                                        | 165.955       |     | [ 58 ]               | 2008 | Araliaceae                     |                                          |
| Licania alba                                       | 162.467       | 112 | [ 59 ]               | 2014 | Chrysobalanaceae               |                                          |
| Lilium longiflorum                                 | 152.793       | 114 | [ 26 ]               | 2013 | Liliaceae                      |                                          |
| Liriodendron tulipifera                            | 159.866       |     | [ 44 ] [ 60 ]        | 2006 | Magnoliaceae                   |                                          |
| Lolium perenne                                     | 135.282       | 110 | [ 24 ]               | 2010 | Poaceae                        |                                          |
| Lonicera japonica                                  | 155.078       |     | [ 1 ]                | 2010 | Caprifoliaceae                 |                                          |
| Lotus japonicus                                    | 150.519       |     | [ 61 ]               | 2000 | Fabaceae                       |                                          |
| Manihot esculenta                                  | 161.453       |     | [ 62 ]               | 2008 | Euphorbiaceae                  |                                          |
| Monotropa hypopitys                                | 35.336        | 45  | [ 63 ]               | 2016 | Ericaceae                      | Thực vật dị dưỡng phụ thuộc nấm          |
| Monsonia speciosa                                  | 128.787       | 106 | [ 48 ]               | 2011 | Geraniaceae                    |                                          |
| Morus indica                                       | 156.599       |     | [ 64 ]               | 2006 | Moraceae                       |                                          |
| Musa balbisiana                                    | 169.503       | 113 | [ 65 ]               | 2016 | Musaceae                       |                                          |
| Nandina domestica                                  | 156.599       |     | [ 66 ]               | 2006 | Berberidaceae                  |                                          |
| Neottia nidus-avis                                 | 92.060        | 56  | [ 67 ]               | 2011 | Orchidaceae                    | Thực vật dị dưỡng phụ thuộc nấm          |
| Nelumbo nucifera                                   | 163.330       |     | [ 1 ]                | 2010 | Nelumbonaceae                  |                                          |
| Nicotiana tabacum                                  | 155.943       | 113 | [ 68 ]               | 1986 | Solanaceae                     |                                          |
| Nuphar advena                                      | 160.866       | 117 | [ 69 ]               | 2007 | Nymphaeaceae                   |                                          |
| Nymphaea alba                                      | 159.930       |     | [ 70 ]               | 2004 | Nymphaeaceae                   |                                          |
| Oenothera argillicola strain douthat 1             | 165.055       | 113 | [ 71 ]               | 2008 | Onagraceae                     |                                          |
| Oenothera biennis strain suaveolens Grado          | 164.807       | 113 | [ 71 ]               | 2008 | Onagraceae                     |                                          |
| Oenothera elata subsp. hookeri strain johansen     | 165.728       | 113 | [ 71 ]               | 2008 | Onagraceae                     |                                          |
| Oenothera glazioviana strain rr-lamarckiana Sweden | 165.225       | 113 | [ 71 ]               | 2008 | Onagraceae                     |                                          |
| Oenothera parviflora strain atrovirens Standard    | 163.365       | 113 | [ 71 ]               | 2008 | Onagraceae                     |                                          |
| Oryza sativa indica 93-11                          | 134.496       |     | [ 72 ]               | 2005 | Poaceae                        |                                          |
| Oryza sativa japonica Nipponbare                   | 134.551       | 110 | [ 24 ] [ 73 ]        | 1989 | Poaceae                        |                                          |
| Oryza sativa japonica PA64S                        | 134.551       |     | [ 72 ]               | 2005 | Poaceae                        |                                          |
| Osyris alba                                        | 147.253       | 101 | [ 74 ]               | 2015 | Santalaceae                    | Thực vật bán ký sinh                     |
| Panax ginseng                                      | 156.318       |     | [ 75 ]               | 2004 | Araliaceae                     |                                          |
| Pelargonium × hortorum                             | 217.942       |     | [ 76 ]               | 2006 | Geraniaceae                    |                                          |
| Petrosavia stellaris                               | 103.835       | 58  | [ 77 ]               | 2014 | Petrosaviaceae                 | Thực vật dị dưỡng phụ thuộc nấm          |
| Phalaenopsis aphrodite subsp. formosana            | 148.964       |     | [ 78 ]               | 2006 | Orchidaceae                    |                                          |
| Phaseolus vulgaris 'Negro Jamapa'                  | 150.285       |     | [ 79 ]               | 2007 | Fabaceae                       |                                          |
| Pilostyles aethiopica                              | 11.348        | 5   | [ 80 ]               | 2016 | Apodanthaceae                  | Thực vật nội toàn ký sinh                |
| Pilostyles hamiltonii                              | 15.167        | 5   | [ 80 ]               | 2016 | Apodanthaceae                  | Thực vật nội toàn ký sinh                |
| Piper cenocladum                                   | 160.624       | 113 | [ 44 ]               | 2006 | Piperaceae                     |                                          |
| Platanus occidentalis                              | 161.791       |     | [ 66 ]               | 2006 | Platanaceae                    |                                          |
| Populus alba                                       | 156.505       |     | [ 81 ]               | 2006 | Salicaceae                     |                                          |
| Ranunculus macranthus                              | 155.158       | 117 | [ 69 ]               | 2007 | Ranunculaceae                  |                                          |
| Rhizanthella gardneri                              | 59.190        | 33  | [ 82 ]               | 2011 | Orchidaceae                    | Thực vật dị dưỡng phụ thuộc nấm ngầm đất |
| Saccharum officinarum                              | 141.182       | 110 | [ 24 ]               | 2010 | Poaceae                        |                                          |
| Sciaphila densiflora                               | 21.485        | 28  | [ 83 ]               | 2015 | Triuridaceae                   | Thực vật dị dưỡng phụ thuộc nấm          |
| Solanum tuberosum                                  | 155.298       |     | [ 84 ]               | 2006 | Solanaceae                     |                                          |
| Sorghum bicolor                                    | 140.754       | 110 | [ 24 ]               | 2010 | Poaceae                        |                                          |
| Spinacia oleracea                                  | 150.725       |     | [ 85 ]               | 2001 | Amaranthaceae                  |                                          |
| Trachelium caeruleum                               | 162.321       |     | [ 86 ]               | 2008 | Campanulaceae                  |                                          |
| Trifolium subterraneum                             | 144.763       | 111 | [ 87 ]               | 2008 | Fabaceae                       |                                          |
| Triticum aestivum cv. Chinese Spring               | 134.545       | 110 | [ 24 ] [ 88 ] [ 89 ] | 2000 | Poaceae                        |                                          |
| Typha latifolia                                    | 165.572       | 113 | [ 24 ]               | 2010 | Typhaceae                      |                                          |
| Vaccinium macrocarpon                              | 176.045       | 147 | [ 90 ]               | 2013 | Ericaceae                      |                                          |
| Viscum album                                       | 128.921       | 96  | [ 74 ]               | 2015 | Viscaceae                      | Thực vật bán ký sinh                     |
| Viscum minimum                                     | 131.016       | 99  | [ 74 ]               | 2015 | Viscaceae                      | Thực vật bán ký sinh                     |
| Vitis vinifera                                     | 160.928       |     | [ 91 ]               | 2006 | Vitaceae                       |                                          |
| Yucca schidigera                                   | 156.158       |     | [ 21 ]               | 2005 | Asparagaceae (sensu APG III)   |                                          |
| Zea mays                                           | 140.384       | 110 | [ 24 ] [ 92 ]        | 2010 | Poaceae                        |                                          |

| Loài                                                | Cỡ (cặp base) | Gen | Chú thích    | Năm  | Họ                 | Ghi chú |
| --------------------------------------------------- | ------------- | --- | ------------ | ---- | ------------------ | ------- |
| Acorus calamus                                      | 153.821       |     |              |      | Acoraceae          |         |
| Aethionema cordifolium                              |               |     |              |      | Brassicaceae       |         |
| Aethionema grandiflorum                             |               |     |              |      | Brassicaceae       |         |
| Antirrhinum majus                                   |               |     | [ 1 ]        | 2010 | Plantaginaceae     |         |
| Arabis hirsuta                                      |               |     |              |      | Brassicaceae       |         |
| Aucuba japonica                                     |               |     | [ 1 ]        | 2010 | Garryaceae         |         |
| Bambusa oldhamii                                    | 139.350       |     |              |      | Poaceae            |         |
| Barbarea verna                                      |               |     |              |      | Brassicaceae       |         |
| Berberidopsis corallina                             |               |     | [ 1 ]        | 2010 | Berberidopsidaceae |         |
| Brassica rapa                                       |               |     |              |      | Brassicaceae       |         |
| Bulnesia arborea                                    |               |     | [ 1 ]        | 2010 | Zygophyllaceae     |         |
| Capsella bursa-pastoris                             |               |     |              |      | Brassicaceae       |         |
| Carica papaya                                       |               |     |              |      | Caricaceae         |         |
| Ceratophyllum demersum                              |               |     | [ 93 ]       | 2007 | Ceratophyllaceae   |         |
| Cornus florida                                      |               |     | [ 1 ]        | 2010 | Cornaceae          |         |
| Crucihimalya wallichii                              |               |     |              |      | Brassicaceae       |         |
| Cuscuta obtusiflora                                 |               |     |              |      | Convolvulaceae     |         |
| Cuscuta reflexa                                     |               |     |              |      | Convolvulaceae     |         |
| Dendrocalamus latiflorus                            | 139.365       |     |              |      | Poaceae            |         |
| Dillenia indica                                     |               |     | [ 1 ]        | 2010 | Dilleniaceae       |         |
| Draba nemorosa                                      |               |     |              |      | Brassicaceae       |         |
| Ehretia acuminata                                   |               |     | [ 1 ]        | 2010 | Boraginaceae       |         |
| Elaeis oleifera                                     |               |     | [ 19 ]       | 2007 | Arecaceae          |         |
| Euonymus americanus                                 |               |     | [ 1 ]        | 2010 | Celastraceae       |         |
| Festuca arundinacea                                 |               |     |              |      | Poaceae            |         |
| Ficus sp.                                           |               |     | [ 1 ]        | 2010 | Moraceae           |         |
| Guizotia abyssinica                                 |               |     |              |      | Asteraceae         |         |
| Gunnera manicata                                    |               |     | [ 1 ]        | 2010 | Gunneraceae        |         |
| Hedyosmum                                           |               |     | chưa công bố |      | Chloranthaceae     |         |
| Heuchera sanguinea                                  |               |     | [ 1 ]        | 2010 | Saxifragaceae      |         |
| Ilex cornuta                                        |               |     | [ 1 ]        | 2010 | Aquifoliaceae      |         |
| Lepidium virginicum                                 |               |     |              |      | Brassicaceae       |         |
| Liquidambar styraciflua (syn. Altingia styraciflua) |               |     | [ 1 ]        | 2010 | Altingiaceae       |         |
| Lobularia maritima                                  |               |     |              |      | Brassicaceae       |         |
| Lotus corniculatus                                  |               |     |              |      | Fabaceae           |         |
| Medicago truncatulata                               | 124.033       |     |              |      | Fabaceae           |         |
| Megaleranthis saniculifolia                         | 159.924       |     |              |      | Ranunculaceae      |         |
| Meliosma cuneifolia                                 |               |     | [ 1 ]        | 2010 | Sabiaceae          |         |
| Nasturtium officinale                               |               |     |              |      | Brassicaceae       |         |
| Olimarabidopsis pumila                              |               |     |              |      | Brassicaceae       |         |
| Phoenix dactylifera                                 |               |     |              |      | Arecaceae          |         |
| Nerium oleander                                     | 154.903       |     |              |      | Apocynaceae        |         |
| Nicotiana sylvestris                                | 155.941       |     |              |      | Solanaceae         |         |
| Nicotiana tomentosiformis                           | 155.745       |     |              |      | Solanaceae         |         |
| Oryza nivara                                        | 134.494       |     |              |      | Poaceae            |         |
| Oxalis latifolia                                    |               |     | [ 1 ]        | 2010 | Oxalidaceae        |         |
| Passiflora biflora                                  |               |     | [ 19 ]       | 2007 | Passifloraceae     |         |
| Phoradendron leucarpum                              |               |     | [ 1 ]        | 2010 | Viscaceae          |         |
| Plumbago auriculata                                 |               |     | [ 1 ]        | 2010 | Plumbaginaceae     |         |
| Populus trichocarpa                                 |               |     | [ 94 ]       | 2006 | Salicaceae         |         |
| Quercus nigra                                       |               |     | [ 1 ]        | 2010 | Fagaceae           |         |
| Rhododendron simsii                                 |               |     | [ 1 ]        | 2010 | Ericaceae          |         |
| Scaevola aemula                                     |               |     | [ 19 ]       | 2007 | Goodeniaceae       |         |
| Solanum bulbocastanum                               | 155.371       |     |              |      | Solanaceae         |         |
| Solanum lycopersicum                                | 155.460       |     |              |      | Solanaceae         |         |
| Staphylea colchica                                  |               |     | [ 1 ]        | 2010 | Staphyleaceae      |         |
| Trithuria (syn. Hydatella)                          |               |     | chưa công bố |      | Hydatellaceae      |         |
| Trochodendron aralioides                            |               |     | [ 1 ]        | 2010 | Trochodendraceae   |         |
| Ximenia americana                                   |               |     |              | 2010 | Ximeniaceae        |         |

## Tảo lục
| Loài                       | Thứ         | Cặp base | Gen | Chú thích |
| -------------------------- | ----------- | -------- | --- | --------- |
| Bryopsis plumosa           |             | 106.859  | 115 | [ 96 ]    |
| Chaetosphaeridium globosum |             | 131.183  | 124 | [ 97 ]    |
| Chara vulgaris             |             |          |     |           |
| Chlamydomonas reinhardtii  |             | 203.395  | 99  |           |
| Chlorella vulgaris         |             | 150.613  | 209 | [ 98 ]    |
| Chlorokybus atmophyticus   |             | 201.763  | 70  | [ 99 ]    |
| Dunaliella salina          | CCAP 19/18  | 269.044  | 102 | [ 100 ]   |
| Emiliania huxleyi          |             | 105.309  | 150 |           |
| Helicosporidium            |             | 37.454   | 54  | [ 101 ]   |
| Leptosira terrestris       |             | 195.081  | 117 | [ 102 ]   |
| Mesostigma viride          |             | 42.424   |     |           |
| Monomastix                 |             | 114.528  | 94  | [ 103 ]   |
| Nephroselmis olivacea      |             | 200.799  | 127 | [ 104 ]   |
| Oedogonium cardiacum       |             | 196.547  | 103 | [ 105 ]   |
| Oltmannsiellopsis viridis  |             | 151.933  | 105 | [ 106 ]   |
| Ostreococcus tauri         |             | 71.666   | 86  | [ 107 ]   |
| Pseudendoclonium akinetum  |             | 195.867  | 105 | [ 108 ]   |
| Pycnococcus provasolii     |             | 80.211   | 98  | [ 103 ]   |
| Pyramimonas parkeae        |             | 101.605  | 110 | [ 103 ]   |
| Scenedesmus obliquus       |             | 161.452  | 96  | [ 109 ]   |
| Staurastrum punctulatum    |             |          |     | [ 110 ]   |
| Stigeoclonium helveticum   |             | 223.902  | 97  | [ 111 ]   |
| Tydemania expeditionis     |             | 105.200  | 125 | [ 96 ]    |
| Ulva sp.                   | UNA00071828 | 99.983   | 102 | [ 112 ]   |
| Volvox carteri             |             | 420.650  | 91  | [ 113 ]   |
| Zygnema circumcarinatum    |             |          |     |           |

## Tảo đỏ
| Loài                      | Thứ       | Cặp base | Gen | Chú thích | Ghi chú |
| ------------------------- | --------- | -------- | --- | --------- | ------- |
| Cyanidioschyzon merolae   |           | 149.987  | 243 | [ 114 ]   |         |
| Cyanidium caldarium       | RK1       |          |     | [ 115 ]   |         |
| Gracilaria tenuistipitata | var. liui | 183.883  | 238 | [ 116 ]   |         |
| Porphyra purpurea         |           |          |     |           |         |
| Porphyra yezoensis        |           |          |     |           |         |

## Tảo lục lam
| Loài                | Thứ | Cặp base | Gen | Chú thích |
| ------------------- | --- | -------- | --- | --------- |
| Cyanophora paradoxa |     |          |     |           |

## Siêu tảo và Apicomplexa
Siêu tảo là những sinh vật mang những bào quan quang hợp nguồn gốc từ sự kiện nội cộng sinh bậc hai hoặc bậc ba, cùng dạng gần không quang hợp, tựa lạp thể, hay thân thích. Apicomplexa là một ngành gồm những loài ký sinh đơn bào không quang hợp thuộc siêu nhóm nhân thực Chromalveolata, mang một bào quan lạp thể cấp hai thoái hóa.

### Chromalveolata quang hợp
Bộ gen lạp thể Dinoflagellata không được tổ chức thành một phân tử DNA vòng đơn giống như những bộ gen lạp thể khác, mà lại trở thành một dàn gồm những vòng nhỏ.
| Loài                      | Thứ | Cặp base | Gen | Chú thích | Ghi chú |
| ------------------------- | --- | -------- | --- | --------- | ------- |
| Chromera velia            |     |          |     |           |         |
| Guillardia theta          |     | 121.524  | 167 | [ 117 ]   |         |
| Heterosigma akashiwo      |     |          |     |           |         |
| Odontella sinensis        |     | 119,7 kb | 175 |           |         |
| Phaeodactylum tricornutum |     |          |     |           |         |
| Thalassiosira pseudonana  |     | 129 kb   |     | [ 118 ]   |         |
| Rhodomonas salina         |     |          |     |           |         |

### Chlorarachniophyta
| Loài                | Thứ | Cặp base | Gen | Chú thích |
| ------------------- | --- | -------- | --- | --------- |
| Bigelowiella natans |     | 69.166   | 87  | [ 119 ]   |

### Euglenophyceae
| Loài             | Thứ | Cặp base | Gen | Chú thích |
| ---------------- | --- | -------- | --- | --------- |
| Astasia longa    |     | 73,2 kb  | 84  |           |
| Euglena gracilis |     | 143,2 kb | 128 | [ 120 ]   |

### Apicomplexa
| Loài                  | Thứ        | Cặp base | Gen | Chú thích |
| --------------------- | ---------- | -------- | --- | --------- |
| Eimeria tenella       | Penn State | 34,8 kb  | 65  | [ 121 ]   |
| Plasmodium falciparum |            | 34,7 kb  | 68  |           |
| Theileria parva       | Mugaga     | 39,6 kb  | 71  |           |
| Toxoplasma gondii     | RH         | 35,0 kb  | 65  |           |

## Bộ gen nucleomorph
Ở một vài sinh vật quang hợp khả năng bị tập nhiễm khi nội cộng sinh với tảo lục (Chlorophyta) hoặc tảo đỏ (Rhodophyta) đơn bào. Trong một số trường hợp này, không chỉ lục lạp từ tế bào tảo đơn bào trước đó giữ lại bộ gen của nó, mà còn kèm theo những cấu trúc tàn tích của tảo. Khi tàn dư đó bao gồm một nhân tế bào và một hệ gen nhân thì được gọi với thuật ngữ nucleomorph.
| Loài                   | Thứ | Cặp base | Gen | Chú thích |
| ---------------------- | --- | -------- | --- | --------- |
| Bigelowiella natans    |     |          |     |           |
| Cryptomonas paramecium |     |          |     |           |
| Guillardia theta       |     | 551.264  |     |           |
| Hemiselmis andersenii  |     |          |     |           |

## Bộ gen cyanelle
Loài nhân thực đơn bào Paulinella chromatophora sở hữu một bào quan (cyanelle), đại diện cho một trường hợp độc lập về việc chiếm hữu khả năng quang hợp từ sự kiện nội cộng sinh vi khuẩn lam. (Ghi chú: thuật ngữ cyanelle cũng dùng để chỉ lạp thể tảo lục lam.)
| Loài                     | Thứ | Cặp base | Gen | Chú thích |
| ------------------------ | --- | -------- | --- | --------- |
| Paulinella chromatophora |     | 1,02 Mb  | 867 | [ 122 ]   |